# Chile na Letních olympijských hrách 1952
Chile se účastnilo Letní olympiády 1952 ve finských Helsinkách v 9 sportech. Zastupovalo ho 59 sportovců (55 mužů a 4 ženy).

## Medailisté
| Medaile | Jméno                                         | Sport     | Disciplína                      |
| ------- | --------------------------------------------- | --------- | ------------------------------- |
| Stříbro | Óscar Cristi                                  | Jezdectví | Parkurové skákání – jednotlivci |
| Stříbro | Óscar Cristi Ricardo Echeverría César Mendoza | Jezdectví | Parkurové skákání – družstvo    |